# Station Hải Dương
Station Hải Dương is een spoorwegstation in Hải Dương, de hoofdstad van de Vietanmese provincie Hải Dương. Het station ligt aan de Spoorlijn Hanoi - Hải Phòng. Deze spoorlijn is aangelegd in 1903 en verbindt Hanoi met Hải Phòng.